# Жаворонков, Василий Гаврилович
Васи́лий Гаври́лович Жа́воронков (10 февраля 1906, Вологодская губерния — 9 июня 1987, Москва) — советский партийный и государственный деятель, член военного совета 50-й армии, председатель Тульского городского комитета обороны — руководитель героической обороны Тулы, Герой Советского Союза. Кандидат в члены ЦК Коммунистической партии (1939—1961).

## Биография
Родился 28 января (10 февраля) 1906 года в деревне Кустовская Вельского уезда Вологодской губернии (ныне Устьянский район Архангельской области) в крестьянской семье. В семье, помимо старшего сына Василия, было ещё четверо детей: сын и три дочери. В сельской школе начал учиться с шести лет, потом работал в хозяйстве отца.
В 1921 году окончил месячные уездные курсы в городе Вельск по подготовке ликвидаторов неграмотности — впоследствии несколько лет, в зимнее время, в соседних деревнях занимался ликвидацией неграмотности среди взрослого населения и молодёжи.
В 1924 году вступил в ВЛКСМ. В 1926 году стал кандидатом в члены РКП(б). Стал активно заниматься общественной работой: выполнял партийные и комсомольские поручения, проводил читки газет, был членом волостного комитета крестьянской общественной взаимопомощи.
В 1926 году в Вологде поступил на рабфак и в 1929 году окончил его. В феврале 1929 года стал членом ВКП(б). После окончания рабфака был принят на работу Вологодским городским комитетом комсомола в качестве заведующего отделом агитации и пропаганды городского комитета комсомола.
В 1930 году поступил в Московский горный институт (сейчас — Горный институт НИТУ «МИСиС»). В июле 1936 года окончил институт, дипломный проект защитил на отлично. Был зачислен в аспирантуру института, однако в 1937 году отозван на партийную работу в Ленинский РК ВКП(б) города Москвы, где работал несколько месяцев инструктором по партийным организациям вузов и Академии Наук СССР. Позже был избран вторым секретарём Ленинского РК ВКП(б).
В январе 1938 года — избран первым секретарём Замоскворецкого РК ВКП(б), где и работал до июня. Позже, в июне, был направлен решением ЦК ВКП(б) в Тулу в качестве второго секретаря Оргбюро ЦК ВКП(б) по Тульской области.
В июле 1938 года состоялась первая Тульская областная партийная конференция, избравшая областной комитет партии. На пленуме Областного комитета ВКП(б) был избран первым секретарём обкома партии.

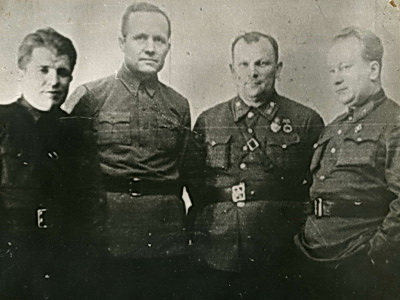
Члены Тульского городского комитета обороны: Н. И. Чмутов, В. Г. Жаворонков (председатель), А. К. Мельников, В. Н. Суходольский

Во время Великой Отечественной войны (1941—1945 гг.) с октября 1941 являлся председателем Тульского городского комитета обороны. В состав комитета также входили: Чмутов Н. И. — председатель облисполкома, Суходольский В. Н. — начальник областного управления НКВД, Мельников А. К. — комендант города Тулы.
В марте 1943 года решением ЦК ВКП(б) был направлен в город Куйбышев для работы в качестве первого секретаря Куйбышевского Обкома и Горкома ВКП(б).
В августе 1943 года решением ЦК ВКП(б) направлен в Смоленскую область в качестве уполномоченного ЦК ВКП(б) и Совнаркома СССР. Здесь работал в качестве уполномоченного до 3 ноября 1943 года, потом возвратился в Куйбышев на прежнее место работы, где и работал до апреля 1946 года.
В апреле 1946 года решением ЦК ВКП(б) утверждён инспектором ЦК ВКП(б) и отозван из Куйбышева в Москву. В октябре 1946 года решением ВКП(б) и Совета Министров СССР был назначен заместителем Министра торговли СССР по общим вопросам. 1 марта 1948 года Указом Президиума Верховного Совета СССР назначен Министром торговли СССР.
В 1953 году назначен заместителем Министра торговли СССР, где он и работал до конца 1953 года, а с декабря 1953 года Указом Президиума Верховного Совета СССР — Министр Государственного контроля СССР. 

Помню, в конце 40-х годов как-то вечером Берия вызвал меня и министра торговли Василия Жаворонкова. «Чтобы завтра был готов квартальный план снабжения населения»,— говорит. Мы попытались было возражать. Стали доказывать, что обычно план представляется позже и что у нас пока ничего для его составления не подготовлено. Берия посмотрел на нас внимательно и совершенно спокойно говорит: «Чтобы через сутки план был готов. Опоздаете, руки-ноги переломаю». Жаворонков был мужик смелый, в войну успешно руководил обороной Тулы и без войск, рабочими отрядами и полком НКВД, защитил ее от немецких танковых армий. А тут у него руки от страха затряслись. План мы составили к двум часам следующего дня. А в семь вечера его уже утвердили.— из воспоминаний Михаила Смиртюкова, заместителя заведующего секретариатом Совнаркома СССР
В 1956—1957 годах — заместитель министра, в 1957—1958 годах — первый заместитель министра государственного контроля СССР.
В конце 1958 года был назначен заместителем председателя Комиссии Советского контроля и работал заместителем председателя до 1962 года. В 1962 году после реорганизации Комиссии Советского контроля в Комиссию Государственного контроля Совета Министров СССР был назначен заведующим организационно-инструкторским отделом этой комиссии.
В конце 1962 года в связи с созданием Комитета партийно-государственного контроля ЦК КПСС и Совета Министров СССР утверждён заведующим Центральным бюро жалоб и предложений трудящихся комитета, где и работал до июня 1973 года, то есть до ухода на пенсию. Жил в Москве.
Указом Президиума Верховного Совета СССР от 18 января 1977 года за заслуги перед Родиной, большой личный вклад в организацию героической обороны Тулы в период Великой Отечественной войны Жаворонкову В. Г. присвоено звание Героя Советского Союза с вручением ордена Ленина и медали «Золотая Звезда».
Умер 9 июня 1987 года в Москве. Похоронен на Троекуровском кладбище в Москве (1-й уч.).

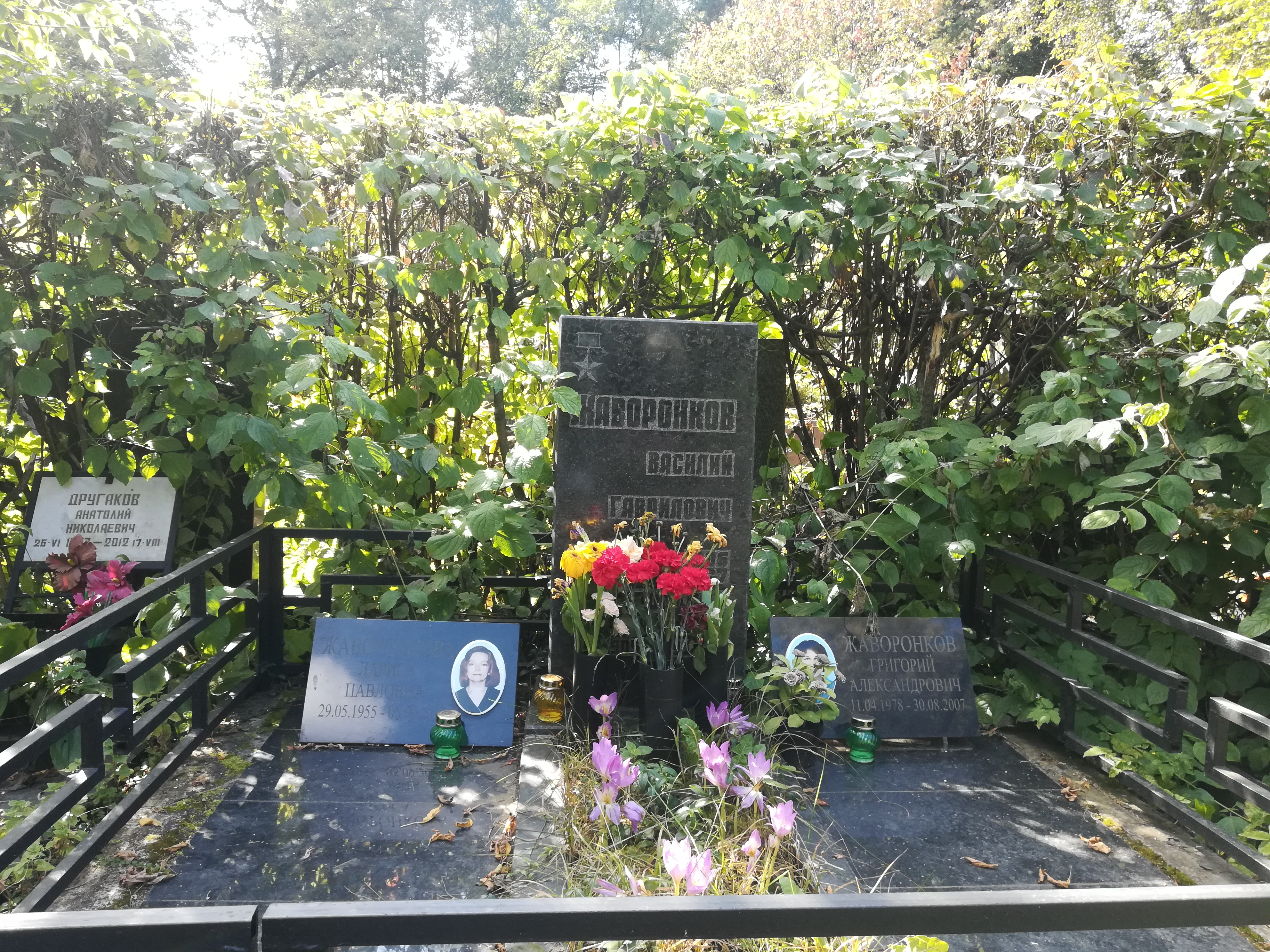
Могила Жаворонкова на Троекуровском кладбище

## Политическая деятельность
Член ВКП(б) с 1929 года Кандидат в члены ЦК КПСС в 1939—1961 годах. Депутат Верховного Совета СССР 1-го, 2-го и 4-го созывов.

## Семья
Жена Любовь Фоминична (с 1932 года), двое сыновей — Вилор и Александр, дочь Елена.

## Публикации
Некоторые публикации В. Г. Жаворонкова:
- Тульская область освобождена от фашистских захватчиков / В. Жаворонков. — М.: Мол. гвардия, 1942. — 12 с.
- Тульская партийная организация в дни Отечественной войны / В. Г. Жаворонков // Партийное строительство. — 1942. — № 20. — С. 23-29.
- Оборона Тулы / В. Жаворонков // Правда. — 1941. — 30 нояб.
- Тула взялась за оружие / В. Жаворонков // Известия. — 1941. — 30 окт. — Перепеч.: Коммунар. — 1976. — 15 окт.
- Героическая оборона Тулы / В. Г. Жаворонков // Беспримерный подвиг: материалы науч. конф., посвященной 25-летию разгрома немецко-фашистских войск под Москвой. — М., 1968. — С. 131—145.
- Героический город / В. Г. Жаворонков // Победители. — Тула, 2004. — С. 6-21: портр. — То же: Тула, 1941: Люди, события, судьбы: [сб.]. — Тула, 2001. — С. 17-28.
- О героической обороне Тулы / В. Г. Жаворонков // На огненных рубежах Московской битвы: сб. — М., 1981. — С. 93-109.
- Южный щит столицы / В. Г. Жаворонков // Коммунисты — вперед!: воспоминания ветеранов партии — участников Великой Отечественной войны. — М., 1985. — С.142-159.
- Неприступный бастион: подвигу 40 лет / В. Г. Жаворонков // Сов. воин. — 1981. — № 21. — С. 6-8.
- Оборона Тулы: из личного архива Героя Советского Союза, первого секретаря обкома ВКП(б), пред. гор. ком. обороны Тулы (из неопубликованного, изъятого при редподготовке) / В. Г. Жаворонков; подгот. А. В. Жаворонков // Отечественная история. — 2002. — № 3. — С. 135—147.
- Подвиг рабочей Тулы / В. Жаворонков // Наука и жизнь. — 1977. — № 5. — С. 4-5.
- Грозовая осень 41-го / В. Г. Жаворонков // Тул. известия. — 2002. — 26, 28 нояб.; 3, 5 дек.- То же: [в сокращ.] Тул. известия. — 2004. — 2, 8 дек.
- Душой обороны были коммунисты / В. Г. Жаворонков // Коммунар. — 1976. — 9 дек.
- Тульский заслон: из воспоминаний почетного гражданина г. Тулы, Героя Советского Союза / В. Г. Жаворонков // Тула вечерняя. — 1996. — 5 дек.
- Равняясь на коммунистов: [беседа] / В. Г. Жаворонков; записала Л. Морозова // Мол. коммунар. — 1976. — 9 дек.

## Звание и награды
- Герой Советского Союза (18 января 1977)[2]
- два ордена Ленина (4 июля 1942, 18 января 1977)
- орден Октябрьской Революции (3 сентября 1971)
- орден Красного Знамени (2 января 1942)
- два ордена Трудового Красного Знамени (9 февраля 1966, 20 февраля 1976)
- два ордена Отечественной войны I степени (2 июня 1945, 4 апреля 1985)
- Почётный гражданин Тулы (1966)[2].

## Память
- Именем Жаворонкова названа улица в Туле.

Мемориальная доска на доме 53 по проспекту Ленина в Туле

- На доме 53 по проспекту Ленина в Туле, где работал Жаворонков, установлена мемориальная доска (2016)[4][2].